# Roquettea singularis
Roquettea singularis is een hooiwagen uit de familie Cosmetidae.